# Emaye
Emaye est un village du Sénégal situé en Basse-Casamance. Il fait partie de la communauté rurale d'Oukout, dans l'arrondissement de Loudia Ouoloff, le département d'Oussouye et la région de Ziguinchor.
Lors du dernier recensement (2002), la localité comptait 711 habitants et 99 ménages.

## Présentation
Quartiers : 4

– Diom-Diom

– Bougnei

– Bouhème

– Kaeugh

## Histoire
Le village a été fondé par la rencontre de familles. Envahi par les colons en 1942.

## Géographie
Superficie : 60 km²

Longueur : 10 km

Largeur : 6 km
Au nord : Oukout

A l’est : Siganar

Au sud : Santhiaba

A l’ouest : Boukitingho